# Møysalen-Nationalpark
Der Møysalen-Nationalpark (norwegisch Møysalen nasjonalpark) ist ein norwegischer Nationalpark auf der Insel Hinnøya der Vesterålen Inseln in Nordland und gehört zu den Gemeinden Lødingen, Hadsel und Sortland. Im Süden und Westen grenzt er an das Møysalen Naturschutzgebiet.
Der Park wurde 2003 gegründet, um die dortige alpine Küstenlandschaft mit ihren verschiedenen Ökosystemen, den Tieren und Pflanzen und dem kulturellen Erbe vor Beschädigung und Zerstörung zu schützen.
Das zuständige Informationszentrum ist das Nordland nasjonalparksenter bei der E6 in der Gemeinde Saltdal, welches für alle Nationalparks in Nordland zuständig ist.

## Geografie, Landschaft und Geologie
Der Nationalpark ist einer der kleinsten Norwegens. Im Zentrum des Parks steht der 1.262 moh. hohe Møysalen. Am östlichen Fuße des Berges endet der Fjordarm Vestpollen, der innerste Teil des Øksfjords. Im östlichen Teil des Parks befinden sich der Storsnytinden (996 moh.) und der Nordtinden (883 moh.).
Der Park hat eine beeindruckende und abwechslungsreiche Landschaft, die sich vom Meer aus bis ins Hochgebirge, mit Schluchten, Tälern, Deltas und Gipfeln über 1000 Metern erstreckt. Besonders der Westen des Parks ist alpin.

## Flora und Fauna
Die Flora im Park ist durch das kühle, feuchte Seeklima geprägt. In den Gebieten mit fruchtbaren Böden im Park wachsen viele Farne aus der Familie der Streifenfarngewächse. In steileren und weniger fruchtbaren Teilen vor allem Farne der Wurmfarngewächse Familie.
Rund um den Vestpollen Fjord wächst typische Strandvegetation, d. h. viele verschiedene Gräser auf sandigem Boden.
Im Park leben und brüten die Raubvogelarten Gerfalke, Turmfalke, Merlin, Raufußbussard, Seeadler und Steinadler.

## Kulturerbe
Im Møysalen-Nationalpark fand man Relikte von Rentierzucht und diversen Jagd- und Angelmethoden. Um den Vestpollen Fjord wurde zudem Bergbau betrieben. Teile der alten Stollen sind bis heute noch erhalten.

## Verwaltung und Tourismus
Auf den Møysalen gibt es zwei markierte Wanderwege, einen im Südwesten, von Nordbotn aus, und einen im Südosten, vom Vestpollen Fjord aus. Ein paar Kilometer nördlich des Parks liegt die Snytindhytta Touristenhütte, welche durch einen Wanderweg an der E10 mit dem Park verbunden ist.